# 塗師亮
塗師 亮（ぬりし りょう、1986年5月1日 - ） は、神奈川県出身の元プロサッカー選手。ポジションはディフェンダー（DF）、ミッドフィールダー（MF）。

## 来歴
ヴェルディユース時代に、2005年のゼロックススーパーカップに途中出場し、優勝に貢献。その後早稲田大学（スポーツ科学部）に進学し、2005年の関東大学リーグ2部新人賞を獲得。
2005年、2006年に特別指定選手として、Jリーグの東京ヴェルディ1969に登録され、2006年J2第10節ベガルタ仙台戦後の監督会見で、ラモス瑠偉監督に「19歳とは思えない」「これに満足せずにもっと頑張ってほしい」等とその才能を絶賛された。
2009年に沖縄かりゆしFCに入団。2010年はチームの解散もあり、ユース時代に所属し、大学時代に特別指定されていたヴェルディへ加入したが、2010年シーズン終了後に退団した。2011年からはヴェルディのジュニアチームでコーチを務めていたが、同年7月にトップチームの選手として再登録され、同年12月に選手登録が抹消された。
2012年からはヴェルディの普及育成テクニカルコーチに就任し（2012年から2017年は並行して品川CC横浜で選手として活動）、2022年3月時点ではサッカースクールのコーチを務めている。

## 所属クラブ
- フットボールクラブあさかぜ
- ヴェルディジュニアユース
- ヴェルディユース (神奈川県立湘南台高等学校)
- 2005年 - 2008年 早稲田大学ア式蹴球部
  - 2005年 - 2006年  東京ヴェルディ1969 (特別指定選手)
- 2009年  沖縄かりゆしFC
- 2010年、2011年7月 - 12月  東京ヴェルディ1969
- 2012年 - 2017年  品川CC横浜

## 個人成績
| 国内大会個人成績 | 国内大会個人成績 | 国内大会個人成績 | 国内大会個人成績 | 国内大会個人成績 | 国内大会個人成績 | 国内大会個人成績 | 国内大会個人成績 | 国内大会個人成績 | 国内大会個人成績 | 国内大会個人成績 | 国内大会個人成績 |
| 年度             | クラブ           | 背番号           | リーグ           | リーグ戦         | リーグ戦         | リーグ杯         | リーグ杯         | オープン杯       | オープン杯       | 期間通算         | 期間通算         |
| 年度             | クラブ           | 背番号           | リーグ           | 出場             | 得点             | 出場             | 得点             | 出場             | 得点             | 出場             | 得点             |
| 日本             | 日本             | 日本             | 日本             | リーグ戦         | リーグ戦         | リーグ杯         | リーグ杯         | 天皇杯           | 天皇杯           | 期間通算         | 期間通算         |
| ---------------- | ---------------- | ---------------- | ---------------- | ---------------- | ---------------- | ---------------- | ---------------- | ---------------- | ---------------- | ---------------- | ---------------- |
| 2005             | 東京V            | 25               | J1               | 2                | 0                | 0                | 0                | 0                | 0                | 2                | 0                |
| 2006             | 東京V            | 40               | J2               | 2                | 0                | -                | -                | 0                | 0                | 2                | 0                |
| 2009             | 沖縄             | 5                | 九州             | 16               | 2                | -                | -                | 2                | 0                | 18               | 2                |
| 2010             | 東京V            | 28               | J2               | 0                | 0                | -                | -                | 0                | 0                | 0                | 0                |
| 2011             | 東京V            | 40               | J2               | 0                | 0                | -                | -                | 0                | 0                | 0                | 0                |
| 通算             | 日本             | 日本             | J1               | 2                | 0                | 0                | 0                | 0                | 0                | 2                | 0                |
| 通算             | 日本             | 日本             | J2               | 2                | 0                | -                | -                | 0                | 0                | 2                | 0                |
| 通算             | 日本             | 日本             | 九州             | 16               | 2                | -                | -                | 2                | 0                | 18               | 2                |
| 総通算           | 総通算           | 総通算           | 総通算           | 20               | 2                | 0                | 0                | 2                | 0                | 22               | 2                |

- 2005年、2006年は特別指定選手として出場

その他の公式戦
- 2005年
  - スーパーカップ 1試合0得点

## 代表歴
- 2001年 U-15日本代表候補
- 2006年 全日本大学選抜

## タイトル
- 2005年 - 東京ヴェルディ1969
  - ゼロックススーパーカップ優勝 (途中出場)
- 2005年 - 早稲田大学ア式蹴球部
  - 関東大学サッカーリーグ戦2部優勝、新人賞受賞